# Лукас (Тексас)
Лукас (енгл. Lucas) град је у америчкој савезној држави Тексас. По попису становништва из 2010. у њему је живело 5.166 становника.

## Демографија
Према попису становништва из 2010. у граду је живело 5.166 становника, што је 2.276 (78,8%) становника више него 2000. године.
| Група             | 2000.         | 2010.         |
| Белци             | 2.723 (94,2%) | 4.539 (87,9%) |
| Афроамериканци    | 12 (0,4%)     | 69 (1,3%)     |
| Азијати           | 8 (0,3%)      | 114 (2,2%)    |
| Хиспаноамериканци | 103 (3,6%)    | 308 (6,0%)    |
| Укупно            | 2.890         | 5.166         |